# Kung Wuling av Zhao
Kung Wuling (赵武灵王; Zhào Wǔlíng wáng) var en kung över det kinesiska  riket Zhao. Kung Wuling regerade från 326 f.Kr. till 299 f.Kr. och hans personliga namn var Ying Yong (嬴雍).